# Théâtre municipal du Pirée
Le théâtre municipal du Pirée (en grec moderne : Δημοτικό Θέατρο του Πειραιά) est un bâtiment d'architecture néo-classique construit sur les plans de l'architecte Ioánnis Lazarímos (el) et inauguré le 9 avril 1895.
Le théâtre a une capacité de 600 places et est situé dans le centre-ville du Pirée.